# Johan Hegg
Johan Hans Hegg, švedski glasbenik, * 29. april 1973, Stockholm. 
Hegg je vokalist viking metal benda Amon Amarth iz Švedske. Amon Amarthu se je pridružil leta 1991, tedaj je bilo ime glasbene skupine še Scum (angleško izmeček). Hegg se je pojavil v vseh izdajah Scuma, razen na njihovem demu.  Hegg je opazen zaradi svoje brade (v skupini je edini bradatež) in usnjenih zapestnic, ki jih vedno nosi na odru, poleg svojega pivskega roga, ki ga nosi na pasu. 
Hegg tudi piše skoraj vsa besedila pesmi. Besedila so vedno v zvezi z Vikingi in nordijsko mitologijo, kljub temu da sam trdi, da je neveren in da je imel neverne starše. 

## Osebno življenje
Malo je znano o Heggovem osebnem življenju. Nekoč je omenil, da dela kot poklicni voznik tovornjakov, kadar z bendom ne hodi po turnejah.  V nekem intervjuju je omenil tudi, da je prodajal sir, preden je postal glasbenik. 
1. ↑  Discogs — 2000.